# Julius von Minutoli

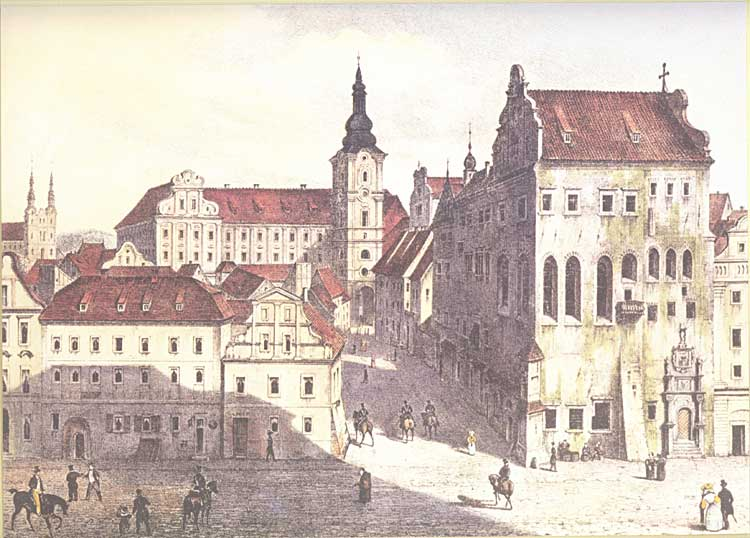
Pałac Górków na rysunku Juliusa Minutolego.

Julius Rudolph Ottomar Freiherr von Minutoli (ur. 30 sierpnia 1805 w Berlinie, zm. 5 listopada 1860 w okolicach Szirazu) – pruski radca rządowy, konsul i rysownik. Autor licznych rysunków przedstawiających Poznań XIX wieku.

## Życiorys
Był synem pruskiego generała Heinricha Menu von Minutoli i Wolfradine von Schulenburg. W Berlinie zdobył staranne wykształcenie urzędnicze i do Poznania przybył w 1832. Przyjął tutaj stanowisko radcy rządowego do spraw wojska i policji, co wiązało się teoretycznie ze zwalczaniem działalności polskiej, ale w praktyce stosunki Minutolego z Polakami były bardzo poprawne. W Poznaniu poznał małżonkę − Matyldę von Rotenhan (ślub miał miejsce w 1834 w Berlinie), z którą miał czwórkę dzieci wychowywanych w Poznaniu (wszyscy umieli mówić po polsku). W 1845, po aresztowaniu Walentego Stefańskiego, kierował osobiście śledztwem w jego sprawie.
Od 1853 do 1859 sprawował urząd konsula pruskiego w Hiszpanii i Portugalii. Zmarł na cholerę podczas służbowej podróży do Persji (objazd kraju).

## Działalność artystyczna
Podczas pobytu w Poznaniu stworzył około 100 rysunków miasta, które są dzisiaj bardzo cennym źródłem wiedzy o Poznaniu z tego okresu. Akcenty wielkopolskie zawarł także na serii rysunków uwidaczniających przebieg rewolucji marcowej w Berlinie w 1848 (ósemka uwolnionych z więzienia Wielkopolan).

## Publikacje (wybór)
- Statistik des Kreises Posen im Regierungsbezirk Posen mit Berücksichtigung der Resultate der Kreisverwaltung, Posen: W. Decker & Comp.,1840
- Das kaiserliche Buch des Markgrafen Achilles – Kurfürstliche Periode von 1470–1486, Berlin: Verlag von J. Schneider und Comp., 1850
- Spanien und seine fortschreitende Entwickelung mit besonderer Berücksichtigung des Jahres 1851, Berlin: Verlag von Alexander Duncker, 1852
- Die canarischen Inseln, ihre Vergangenheit und Zukunft, Berlin: Allgemeine Deutsche Verlags-Anstalt. Sigismund Wolff, 1854
- Altes und Neues aus Spanien, Berlin: Allgemeine Deutsche Verlags-Anstalt (Sigismund Wolff), 1854 (t. I-II)
- Portugal und seine Kolonien im Jahre1854, Stuttgart 1855
- Alt-Posen. Ansichten der Stadt Posen aus dem Jahre 1833 mit Einleitung und Erläterungen von Arthur Kronthal, Posen: Philippsche Buchhandlung, 1917 (Litografie według rysunków Juliusa von Minutoliego)

## W kulturze
Jest jednym z bohaterów polskiego serialu historycznego Najdłuższa wojna nowoczesnej Europy w reżyserii Jerzego Sztwiertni. Odtwórcą jego roli był Henryk Boukołowski.

## Literatura
- Kronthal Arthur, Werke der Posener bildenden Kunst. Beiträge zur Heimatkunde über die Deckenbilder des Rathauses in Posen, das Knorrsche Gemälde „Marktplatz in Posen“ und Julius v. Minutoli, Louis Sachse und die Posener Stadtansichten des Jahres 1833, Berlin und Leipzig, Vereinigung Wissenschaftlicher Verleger Walter de Gruyter & Co., 1921
- Minkels Dorothea, 1848 gezeichnet. Der Berliner Polizeipräsident Julius von Minutoli, Berlin: DeMi-Verlag, 2003
- Poznań – Julius von Minutoli, tekst: Magdalena Warkoczewska, tł. ang.: Radosław Lewandowski, tł. fr.: Wojciech Pelc, tł. niem.: Kornelia Śmigielska, Poznań: Wydawnictwo Miejskie, 2000